# Ель-Педросо-де-ла-Армунья
Ель-Педросо-де-ла-Армунья (ісп. El Pedroso de la Armuña) — муніципалітет в Іспанії, у складі автономної спільноти Кастилія-і-Леон, у провінції Саламанка. Населення — 258 осіб (2010).
Муніципалітет розташований на відстані близько 160 км на північний захід від Мадрида, 25 км на північний схід від Саламанки.
На території муніципалітету розташовані такі населені пункти: (дані про населення за 2010 рік)
- Ель-Педросо-де-ла-Армунья: 257 осіб
- Ла-Вентоса: 1 особа

## Демографія
Динаміка населення (INE ):

## Зовнішні посилання
- Провінційна рада Саламанки: індекс муніципалітетів [Архівовано 23 квітня 2009 у Wayback Machine.]
- Посилання на Google Maps